# Анжуйска династия
Вижте пояснителната страница за други значения на Анжу.
Анжуйска династия е кралска династия в редица европейски държави. Произхожда от графовете на област Анжу, днешна Франция. Съществували са четири последователни дома на Анжу, носещи името си от Графство и впоследствие Херцогство Анжу – първите две през феодалния период, а последните два като апанажни клонове на Капетингите.

## Първи анжуйски дом: Ингелгеринги
Първият дом Анжу (Ингелгеринги) е основан от Ингелгер, виконт на Анже, в края на IX век, но графска титла получава Фулк I Червени, който уголемява своите владения в областта Льо Мен. Той става баща на Фулк II Добрия, положил големи усилия за стопанския разцвет на страната. Дъщеря му Адалаида или Агнеса Анжуйска е съпруга на френския крал Луи V (династия Каролинги). Най-големият син на Фулк ІІ, Годфроа I Сивата мантия е следващия граф на Анжу. Наследен е от сина си Фулк III Черния. Новият владетел е известен с тираничното си управление и с войните, които води със своите съседи. Женен е за графиня елизабет дьо Вандом, която му донася в зестра своите земи. единственият му син Годфроа II Мартел (Жофроа) се бори с успех срежу графовете на Блоа и херцозите на Аквитания. По-малката дъщеря на Фулк ІІІ, Аделаида, предоставя на съпруга си Бодон дьо Невер, като зестра графство Вандом, а сестра ѝ Ерменегарда сключва брак с Жофроа II дьо Гатине, граф на Гатине и Шато Ландон, който става родоначалник на Втория анжуйски дом.
- 870 – 898: Ингелгер, виконт на Орлеан и Анже
- 898 – 941: Фулк I Червени, син на предходния
- 942 – 958: Фулк II Добрия, син на предходния
- 958 – 987: Годфроа I Сивата мантия, син на предходния
- 987 – 1040: Фулк III Черния, син на предходния
- 1040 – 1060: Годфроа II Мартел, син на предходния

## Втори анжуйски дом: Гатине-Анжу
Дом Гатине-Анжу или Дом Шато-Ландон, известен като Втори дом Анжу, се формира от брака около 1035 г. на Жофроа II дьо Гатине с Ерменегарда Анжуйска, наследница на Графство Анжу. Ерменегарда наследява бездетния си брат в полза на своите синове Годфроа III Брадати (Жофроа ІІІ) и Фулк IV Злонравни. Слабохарактерният Жофроа ІІІ бързо е отстранен от брат си и умира в затвора след 1096 г. Останал единствен владетел Фулко IV се превръща в един от най-влиятелните сеньори на Франция. Женен е за Бертрада дьо Монфор, дъщеря на Симон-Амори дьо Монфор, която го напуска за да се омъжи за френския крал Филип І Капет, след чиято смърт отново се завръща при първия си съпруг Фулк IV. По-големият му син Годфроа IV Мартел (Жофроа IV, 1103 – 1106) умира преди баща си и графството е наследено от брат му Фулк V Млади. Бракът му с Ерменгарда (Ерембуга) дьо ла Флеш, дъщеря на граф Елия І дьо Мен, му донася в зестра нейните владения. Най-големият син на Фулк V, Жофроа V Красивия (1129 – 1151) е следващият граф д'Анжу, който се жени за Матилда, дъщера на английския крал Хенри I и след неговата смърт през 1135 г. техният син Хенри по името Хенри II се възкачва на английския трон и става основател на династията на Плантагенетите. Дъщерята на Фулк V Сибила Анжуйска, се омъжва първо за норманския принц Уилям, син на английския крал Хенри I, а след смъртта му – за Тиери ІІ Елзаски, граф на Фландрия. През 1202 г. графство Анжу е завоювано от краля на Англия Джон I Безземни.
- 1060 – 1068: Годфроа III Брадати, син на Жофроа II дьо Гатине
- 1068 – 1109: Фулк IV Злонравни, син на предходния
  - Годфроа IV Мартел, управлява съвместно с баща си Фулк IV
- 1109 – 1129: Фулк V Млади, крал на Йерусалим, син на предходния, брат на Годфроа IV
- Годфроа V

### Анжуйската династия в Йерусалимското кралство
През 1129 г. Фулк V Млади, внукът на Жофроа II дьо Гатине заминава за Палестина, а през 1131 г. става крал на Йерусалим чрез женитба си с Мелисенда, дъщеря на Бодуен II. Фулк V е начело на Йерусалимското кралство до 1143 г. Вторият му син, Бодуен III, наследява короната на Йерусалим. Опасността от селджукските турци го сближава с византийския император Мануил I Комнин. Съюзът им е скрепен чрез брака на Бодуен III с Теодора, дъщеря на Исак Комнин и племенница на василевса. Молбата му за помощ към Запада води до организирането на Втория кръстоносен поход. Бодуен III няма наследници и затова след смъртта му на трона в Йерусалим се възкачва неговия брат Амори I. Новият крал продължава борбата срещу селджукските турци. През 1167 г. той организира поход срещу Египет. Укрепва съюза с византийския император Мануил I Комнин. Амори I сключва два брака: с Агнес дьо Куртене и с Мария, внучка на Мануил I Комнин. Престолът е наследен от единствения му син Бодуен IV Прокажени, който успешно се сражава срещу мюсюлманите. Болен от проказа той завещава короната на своя наследник Бодуен V, роден от първия брак на сестра му Сибила с маркиз Гулиелмо V ди Монферато (граф на Яфо и Ашкелон). По този начин е отстранен от властта вторият ѝ съпруг Ги дьо Лозинян. Другата сестра на Бодуен IV, Изабела д'Анжу, е последната представителка на рода, която носи короната на Йерусалим от 1192 до 1205 г. След като разтрогва първия си брак с Онфроа IV сеньор на Торан, тя се омъжва за Корадо ди Монферато и става майка на кралица Мария, съпруга на Жан дьо Бриен. След убийството на Корадо през 1192 г. Изабела сключва брак с граф Анри II дьо Шампан и ражда две дъщери: Филипа Шампанска и Алиса Шампанска. Нейн четвърти съпруг Амори II дьо Лозинян, крал на Кипър.
- 1131 – 1143: Фулк V Млади, син на Фулк IV Злонравни
- 1143 – 1162: Балдуин III, син на предходния
- 1162 – 1176: Амори I, брат на предходния
- 1176 – 1185: Балдуин IV Прокажени, син на предходния
- 1185 – 1186: Балдуин V, син на Вилхелм Монфератски (граф на Яфо и Ашкелон) и Сибила Йерусалимска
- 1186 – 1190: Сибила Йерусалимска, майка на преходния, дъщеря на Амори I
- 1192 – 1205: Изабела I, полусестра на предходната, дъщеря на Амори I

### Анжуйската династия в Англия: Плантагенети
Синът на Жофроа II дьо Гатине от първия му брак – Жофроа V Красивия († 1151) взима от баща си, който заминава на изток, Графство Анжу. Чрез успешен брак с Матилда, дъщеря на Хенри I от Англия, Жофроа (Джефри) получава шанса да наследи английската корона. Синът им Хенри II става първият крал на Англия от Анжуйската династия. В Англия тази династия е наречена Плантагенети на името на бойната емблема на Жофроа – клонка жълтуга (на лат. planta genista).
- 1154 – 1189: Хенри II, син на Жофроа V Красивия
- 1189 – 1199: Ричард I Лъвското сърце, син на предходния
- 1199 – 1216: Джон Безземни, брат на предходния
- 1216 – 1272: Хенри III, син на предходния
- 1272 – 1307: Едуард I, син на предходния
- 1307 – 1327: Едуард II, син на предходния
- 1327 – 1377: Едуард III, син на предходния
- 1377 – 1399: Ричард II, внук на предходния и син на Едуард, Черния принц

След Ричард II управляват представителите на кадетските линии на Плантагенетите – Ланкастър и Йорк:
- 1399 – 1413: Хенри IV, внук на Едуард III, син на Джон от Гонт и представител на Ланкастър
- 1413 – 1422: Хенри V, син на предходния, представител на Ланкастър
- 1422 – 1461 и 1470 – 1471: Хенри VI, син на предходния, представител на Ланкастър
- 1461 – 1470 и 1471 – 1483: Едуард IV, син на Ричард Плантагенет (3-ти херцог на Йорк), представител на Йорк
- 1483 – 1483: Едуард V, син на преходния, представител на Йорк
- 1483 – 1485: Ричард III Гърбавия, син на Ричард Плантагенет (3-ти херцог на Йорк), представител на Йорк

## Трети анжуйски дом: Сицилиански Анжуйци
Капетингският дом Анжу-Сицилия или Трети анжуйски дом е кадетски клон на преките Капетинги, основан от Шарл I Анжуйски, син на Луи VIII Лъва и Бланш Кастилска, и получен с апанаж през 1246 г. от по-големия му брат Луи IX. През 1250 г. Шарл I Анжуйски получава като зестра Прованс, през 1266 – 1268 г. завладява Неапол и Сицилия. През 1282 г. Сицилия сваля властта му и Шарл I Анжуйски остава крал на Неапол. Неговото необикновено пораснало потомство, разделено на няколко клона, заема троновете на кралствата Неапол, Унгария, Полша, както и редица държави от по-нисък ранг - Княжество Ахея, Херцогство Драч.
Графство Анжу е прикрепено към короната през 1328 г. от неговия наследник, станал крал на Франция – Филип VI дьо Валоа. Няколко кадетски клона обаче са увековечени по мъжка линия до 1414 г.

### Крале на Неапол
От Старшата линия
- 1266 – 1285: Шарл I Анжуйски
- 1285 – 1309: Шарл II Анжуйски, син на предходния
- 1309 – 1343: Робер I Анжуйски, син на предходния
- 1343 – 1382: Джована I Анжуйска, внучка на предходния

От кадетския клон Анжу-Драч
- 1382 – 1386: Шарл III Анжуйски, внук на Шарл II Анжуйски и син на Лудвиг Анжуйски
- 1386 – 1414: Ладислав Анжуйски, син на предходния
- 1414 – 1435: Джована II Анжуйска, полусестра на предходния

- Шарл I Анжуйски
- Шарл II Анжуйски
- Робер I Анжуйски
- Джована I Анжуйска
- Шарл III Анжуйски
- Ладислав Анжуйски

### Анжуйска династия в Унгария
- 1308 – 1342: Шарл Роберт Анжуйски, син на Шарл Мартел Анжуйски и внук на Шарл II Анжуйски, и племенник на Робер I Анжуйски
- 1342 – 1382: Лайош I Велики, син на предходния
- 1382 – 1395 (с прекъсване през 1385 – 1386, когато управлява Шарл III Анжуйски): Мария Унгарска, дъщеря на предходния, омъжва през 1385 г. за Сигизмунд I Люксембургски, който става крал на Унгария

### Анжуйска династия в Полша
- 1370 – 1382: Лудвиг Анжуйски – Лайош I Велики
- 1382 – 1399: Ядвига Анжуйска, дъщеря на предходния

## Четвърти анжуйски дом: Валоа-Анжу
Дом Валоа-Анжу или Четвърти анжуйски дом е кадетски клон на Дом Валоа, основан от Луи I Анжуйски, втори син на краля на Франция Жан II Добрия, взет с апанаж през 1351 г. от баща му. Луи I Анжуйски е осиновен от кралицата на Неапол Джована I и би трябвало да я наследи на престолал. Но Джована I е свалена от своя роднина Шарл III Анжуйски-Драчки, нар. Малкия, и Неапол преминава към кралете от клона Анжу-Драч на Сицилианските Анжуйци, а след това към принцовете от Дом Арагон. Луи и неговите наследници многократно се опитват да си върнат Неапол, но всичките им опити завършват неуспешно. От неаполитанското наследство те успяха да си осигурят Прованс
През 1360 г. Графство Анжу е издигнато в Херцогство Анжу. Херцогство Анжу е присъединено към короната на Франция от Луи XI през 1481 г. след смъртта на последния му носител Шарл V Валоа-Анжуйски.
- 1382 – 1384: Луи I Валоа-Анжуйски
- 1384 – 1417: Луи II Валоа-Анжуйски, син на предходния
- 1417 – 1434: Луи III Валоа-Анжуйски, син на предходния
- 1434 – 1480: Рене I Валоа-Анжуйски Добрия, син на предходния и също крал на Йерусалим, и херцог на Прованс
- 1480 – 1481: Шарл IV Валоа-Анжуйски или Шарл V Менски, внук на Луи II Валоа-Анжуйски, племенник на Луи III Валоа-Анжуйски и на Рене I Добрия

Шарл IV има полубрат, извънбрачен син на баща им Шарл IV, графът на Мен, на име Луи дьо Мезиер. Той е узаконен и дава началото на анжуйска извънбрачна линия, носеща титлата на барон, а след това и на маркиз дьо Мезиер. Рене Анжуйска-Мезиер (* 1550, † ок. 1586), дъщеря и наследница на последния маркиз, се омъжва през 1566 г. за Франсоа дьо Бурбон-Монпансие (* 1542, † 1592) – най-големият син на херцога на Монпансие Лудвиг III дьо Бурбон-Вандом. За нея през 2010 г. е заснет филм на Бертран Таверние „Принцесата на Монпансие" (на фр. Lа Princesse de Montpensier) по едноименната творба от 1662 г. на Мадам дьо Лафайет. Внучката на тази двойка – Мария дьо Бурбон-Монпансие, наследница на Мезиер и Монпансие, е съпруга на Гастон Орлеански и майка на „Великата мадмоазел" Анна-Мария-Луиза Орлеанска, най-богатата жена в Кралство Франция.